# Antonín Bořuta
Antonín Bořuta (* 26. Oktober 1988 in Gottwaldov) ist ein tschechischer Eishockeyspieler, der seit 2020 bei AZ Havířov in der 1. Liga unter Vertrag steht.

## Karriere
Antonín Bořuta begann im Alter von fünf Jahren mit dem Eishockeysport und spielte später für die Nachwuchsmannschaften des Eishockeyklubs seiner Geburtsstadt, des HC Zlín. Ab 2003 spielte er für die U18-Junioren des Klubs, ab 2005 für die U20-Mannschaft. Während der Saison 2007/08 debütierte er für die Profimannschaft des Vereins in der Extraliga, der höchsten Spielklasse des Landes, und kam bis Saisonende auf 15 Einsätze. Die gezeigten Leistungen brachten ihm auch eine Nominierung für die Eishockey-Weltmeisterschaft der U20-Junioren 2008 ein, wo er mit der tschechischen Juniorenauswahl den fünften Platz belegte. Bořuta selbst kam in 6 Spielen zum Einsatz, in denen er jeweils 1 Tor und 1 Torvorlage erreichte. Am Turnierende wurde er als einer der drei besten Spieler seines Teams ausgezeichnet.
Ab 2008 gehörte er fest zum Profikader des HC Zlín, parallel erhielt er Einsätze beim VHK Vsetín und HC Olomouc in der zweiten respektive dritten Spielklasse Tschechiens.
Im April 2010 debütierte er für die tschechische Eishockeynationalmannschaft in zwei Spielen gegen die Schweiz.
Kurz vor den Play-offs 2011 wurde Bořuta an Orli Znojmo ausgeliehen. Im Sommer 2011 wechselte der Klub aus Znojmo aus der 1. Liga in die multinationale Österreichische Eishockey-Liga (EBEL) und Bořuta wurde von den Znaimer Adlern fest verpflichtet.
Antonín Bořuta gilt als Offensivverteidiger und gehört regelmäßig zu den besten Scorern seines Teams.

## Karrierestatistik

### International
(Legende zur Spielerstatistik: Sp oder GP = absolvierte Spiele; T oder G = erzielte Tore; V oder A = erzielte Assists; Pkt oder Pts = erzielte Scorerpunkte; SM oder PIM = erhaltene Strafminuten; +/− = Plus/Minus-Bilanz; PP = erzielte Überzahltore; SH = erzielte Unterzahltore; GW = erzielte Siegtore; 1 Play-downs/Relegation; Kursiv: Statistik nicht vollständig)